# 6905 Miyazaki
6905 Miyazaki (1990 TW) là một tiểu hành tinh vành đai chính được phát hiện ngày 15 tháng 10 năm 1990 bởi K. Endate và K. Watanabe ở Kitami.